# Martin Coops
 Der er for få eller ingen kildehenvisninger i denne artikel, hvilket er et problem. Du kan hjælpe ved at angive troværdige kilder til de påstande, som fremføres i artiklen.

Martin Coops (født 23. august 1983) er direktør for performancevirksomheden Team JiYo. Coops er desuden professionel parkourudøver, stuntman og reklamemodel og har medvirket i adskillige reklamer, tv-programmer, musikvideoer etc.
Martin Coops startede Team JiYo tilbage i 2002, som sidenhen er blevet kåret flere gange for at være Danmarks bedste performance- og showvirksomhed. Han er pioneer indenfor bevægelseskunsten parkour & freerunning, som han har startet i Danmark sammen med sin kompagnon Ilir Hasani. 
Efter at have performet størstedelen af sit liv, vandt han i 2006 talentprogrammet Scenen er din i underholdningskategorien med Team JiYo.
Sammen med sine kompagnoner Ilir Hasani og Rinaldo Madiotto har han designet verdens største Parkour Park "JiYo Parken" (budget ca. 2,5 mio.) som er beliggende i Ørestad, København. 
Sidenhen har han designet flere bevægelsesparker i Skandinavien og har samarbejdet med flere fremtrædende arkitekter, bl.a. Bjarke Ingels, som ejer BIG Architects. I 2010 var han i Kina i forbindelse med åbningen af den danske pavillon Welfairytales, for at holde foredrag om parkour, arkitektur og byudvikling.
Martin Coops har medvirket i flere teatersammenhænge, bl.a. på Det Kongelige Teater, Betty Nansen Teatret m.fl.
Martins modelkarriere har budt på flere reklameoptrædender for bl.a. Coca Cola, Select, Diesel, Sportmaster, DND, Føtex, hummel, Reebok, CULT m.fl.
I 2009 medvirkede han i programmet Høvdingebold 2009 og nåede ubesejret med sit hold (Parkourholdet) til finalen.
Sangerinden Celina Ree lavede den første musikvideo "Kortslutning" med parkour, hvor Martin Coops har hovedrollen. Siden har han bl.a. medvirket i filmen My Playground (2010) af filminstruktør Kaspar Astrup Schröder, hvor bl.a. Bjarke Ingels, Klaus Bondam og Pia Allerslev medvirker.